# Henry Kissinger
Henry Alfred Kissinger (rodným jménem Heinz Alfred Kissinger, 27. května 1923 Fürth – 29. listopadu 2023 Kent, Connecticut) byl americký diplomat, politik, historik, mediální komentátor a politolog německého a židovského původu. V letech 1969–1975 působil jako poradce pro národní bezpečnost s účastí v Národní bezpečnostní radě a v letech 1973–1977 byl ministrem zahraničních věcí ve vládách prezidentů Richarda Nixona a Geralda Forda. Za spoluúčast při diplomatických jednáních ohledně války ve Vietnamu mu byla v roce 1973 udělena Nobelova cena za mír, která vzbudila kontroverze, když také rozhodoval o intenzivním bombardování Severního Vietnamu, které mělo zemi přimět k ukončení války.
Jako podporovatel tradicionalistických realistů sehrál v letech 1969 až 1977 významnou roli v zahraniční politice Spojených států amerických. Během tohoto období se snažil o zmírnění napětí mezi USA a Sovětským svazem, zajistil otevřenější vztahy s Čínskou lidovou republikou a v roce 1973 vyjednal Pařížské dohody, kterými ukončil zapojení americké armády ve válce ve Vietnamu. Jeho politika vyvolávala znepokojení, která souvisela například se zapojením zpravodajské služby CIA při státním převratu v Chile, nebo s podporou Pákistánců, kteří během Bangladéšské války za nezávislost v roce 1971 páchali mnoho válečných zločinů, včetně genocidy.
Kissingerův odkaz se stal v americké politice polarizujícím tématem. Zejména v odborné obci byl kritizován za přehlížení válečných zločinů Američanů se spojenci, kvůli pragmatickému přístupu v politice představovaného tzv. reálpolitikou. Stal se také zakladatelem vlivné konzultační společnosti Kissinger Associates se sídlem v New Yorku a autorem politických a historických literárních děl.

## Soukromý život

### Dětství a mládí
Kissinger se narodil jako Heinz Alfred Kissinger v bavorském městě Fürth do židovské rodiny. Otec Louis Kissinger (1887–1982) byl gymnaziální učitel a jeho matka Paula (1901–1998) byla žena v domácnosti. Henry měl také mladšího bratra Waltera. Příjmení Kissinger rodina získala v roce 1817, když si je zvolil prapraděda Meyer Löb, který působil v lázeňském městě Bad Kissingen. Heinz hrál v dorosteneckém týmu fotbalového klubu SpVgg Fürth. Roku 1938 uprchla celá rodina včetně mladého Heinze do Londýna a později až do New Yorku, kde získal Kissinger americké občanství a změnil si jméno na Henry.

### Studium a povolání do armády
Po krátké adaptaci v New Yorku nastoupil na střední školu Washington Heights nacházející se v horní části Manhattanu. Tato část New Yorku byla hlavním střediskem německé židovské komunity. Přestože se velmi rychle přizpůsobil místnímu prostředí, problémy mu působil jeho silný akcent, který ho psychicky srážel a měl vliv na jeho introvertní chování. Po absolvování střední školy začal studovat účetnictví na City College of New York. Přestože se vzdělával dálkově, ve škole exceloval. Studium na vysoké škole musel přerušit roku 1943, kdy byl naverbován během 2. světové války do americké armády. 

### Manželství a rodina
Kissinger se v roce 1949 oženil s Annou Fleischerovou, která byla rovněž německou emigrantkou židovského původu. Z tohoto manželství se narodily děti David a Elisabeth. Manželství skončilo rozvodem roku 1964. Podruhé se oženil o 10 let později s Nancy Maginnesovou. Od sňatku spolu žili střídavě v Kentu v Connecticutu a v New York City. Syn David Kissinger byl ředitelem americké mediální společnosti NBCUniversal a od roku 2005 byl hlavou produkční firmy Conaco.

## Politická kariéra

### Počátek kariéry
Po studiích na Harvardu, kde obdržel v roce 1954 titul Ph.D., zůstal na univerzitě jako profesor v oboru mezinárodních vztahů až do roku 1971. V roce 1955 byl jmenován zpravodajem Rady zahraničních vztahů, amerického think tanku v otázkách americké zahraniční politiky a mezinárodních vztahů. Tehdy se také seznámil s republikánským politikem Nelsonem Rockefellerem z vlivné podnikatelské rodiny. Od té doby tak politicky patřil k tzv. Rockefellerovým republikánům, jak se v 60. letech v USA říkalo příznivcům Nelsona Rockefellera.

### Poradce pro otázky národní bezpečnosti

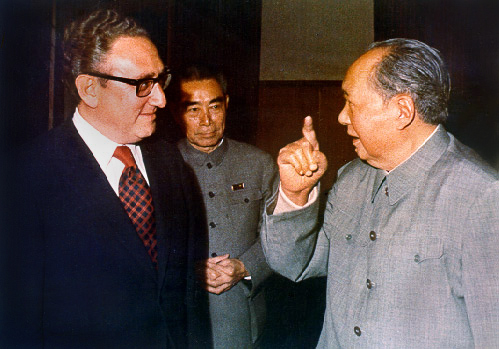
Kissinger, čínský vůdce Mao Ce-tung a premiér Čou En-laj během jednání o sblížení s Čínou počátkem 70. let

V 60. letech se Kissinger stal Rockefellerovým zahraničněpolitickým poradcem a podporoval jej při jeho neúspěšné kandidatuře na prezidenta USA v letech 1964 a 1968. Jeho služeb využívali nejen republikáni, ale i demokraté, jako například John F. Kennedy, který ho jmenoval poradcem Rady pro národní bezpečnost, což je orgán sloužící pro vypracování návrhů dlouhodobých strategií. V této funkci setrval i za vlády Lyndona B. Johnsona. V listopadu roku 1968 zvítězil v prezidentských volbách Richard Nixon, který Kissingera s nástupem do úřadu 20. ledna 1969 jmenoval poradcem pro národní bezpečnost.
Už od roku 1969 se pokoušel zlepšit vztahy mezi USA a SSSR. Snažil se prosadit nový druh politiky, tzv. détente neboli uvolňování. Vrcholem této politiky se stal podpis první sovětsko-americké smlouvy s názvem SALT 1 o omezení počtu strategických protiraketových zbraní. K podpisu smlouvy došlo při návštěvě Richarda Nixona v Moskvě, která se konala v květnu roku 1972. V letech 1971 až 1972 se Kissinger pokoušel o urovnání vztahů mezi Spojenými státy a Čínskou lidovou republikou. V této souvislosti se často používá termín tzv. pingpongová diplomacie, což je označení pro aktivity americké a čínské diplomacie v 70. letech minulého století. V roce 1971 podnikl dvě cesty do Číny a v únoru roku 1972 poprvé navštívil Čínu i americký prezident Richard Nixon. Díky těmto aktivitám tak došlo k normalizaci vztahů mezi USA a Čínou, které za společného potenciálního nepřítele považovaly Sovětský svaz.

### Ministr zahraničí

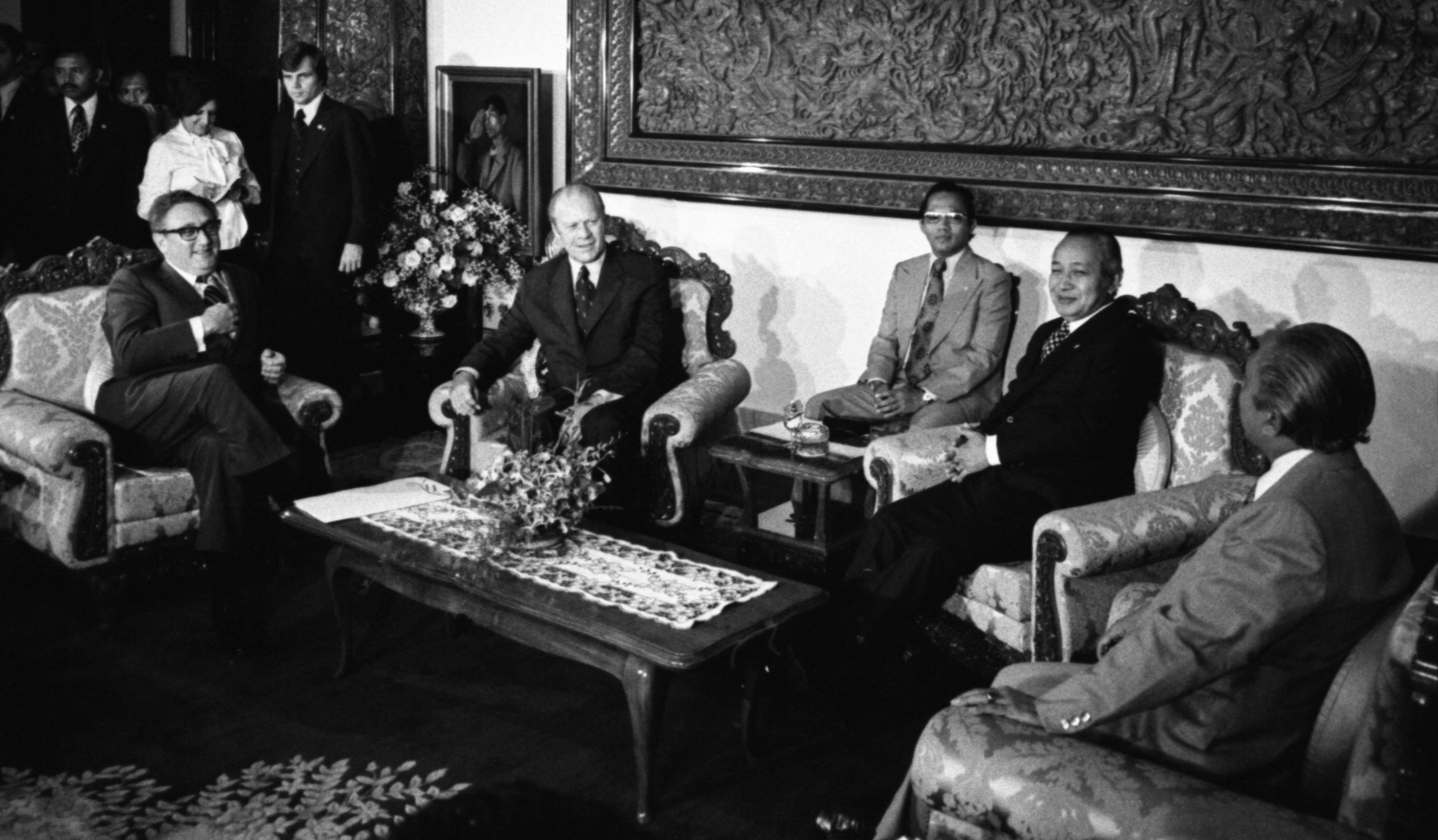
Kissinger, indonéský prezident Suharto a americký prezident Gerald Ford v Jakartě 6. prosince 1975, den před indonéskou invazí na Východní Timor

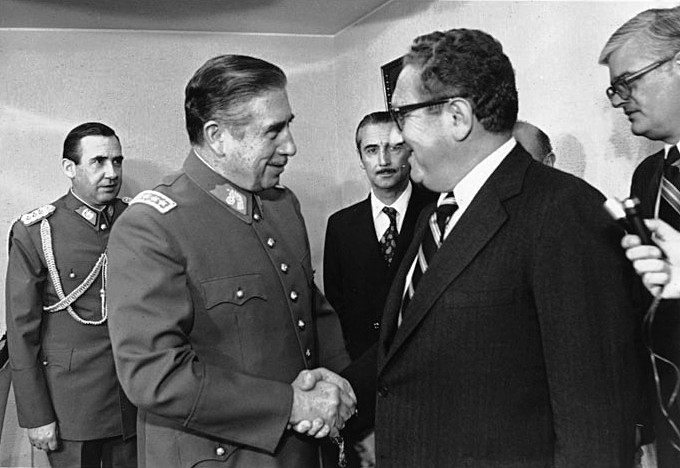
Kissinger a chilský prezident Augusto Pinochet v roce 1976

V období řešení čínsko-amerických vztahů začal Kissinger také jednat o ukončení války ve Vietnamu s Le Duc Thuem (člen politického byra a tajemník ústředního výboru Vietnamské strany pracujících). Dne 27. ledna 1973 byly podepsány pařížské dohody o ukončení války a znovunastolení míru ve Vietnamu a dva měsíce od jejího podepsání se americká vojska stáhla z Jižního Vietnamu. Mezníkem v Kissingerově kariéře byl rok 1973, kdy jej 22. září prezident Richard Nixon jmenoval 56. ministrem zahraničních věcí USA.
V roce 1973 došlo k tzv. Jomkipurské válce mezi Izraelem a Egyptem se Sýrií trvající 20 dní. S pomocí finanční podpory USA Izrael zvítězil a na toto vítězství zareagovaly arabské státy OPECu a vyhlásily embargo na vývoz ropy do USA a všech ostatních zemí, které Izrael podporovaly. Kissinger se účastnil mírového jednání a velmi se angažoval v otázce urovnání arabsko-izraelského konfliktu. Přesvědčil Izrael, aby stáhl své vojáky z okupovaného Sinajského poloostrova. Následně státy OPECu zrušily embargo na vývoz ropy do USA.
Po aféře Watergate, kdy byl Nixon obviněn z pokynů ke vloupání svých pěti spolupracovníků do centra Demokratů z června 1972, podal třicátý sedmý prezident USA demisi. Novým prezidentem se tak stal dosavadní viceprezident Gerald Ford. I přes změnu prezidentů Kissinger stále uplatňoval svoji politiku détente vůči SSSR. Pokračoval v jednání se sovětským ministrem zahraničí Andrejem Gromykem. Na základě těchto dohod mezi Gromykem a Kissingerem byla v roce 1975 v Helsinkách připravena celoevropská konference o bezpečnosti a spolupráci. Na této konferenci byly uznány teritoriální a politické poměry v Evropě, jakožto výsledek 2. světové války, a tím pádem byl SSSR uznán nejmocnějším státem v Evropě. Sovětský svaz ale musel na konferenci přijmout představy Západu o lidských právech a základních svobodách ve formě tzv. třetího koše Závěrečného aktu. V roce 1976 prezidentské volby vyhrál Jimmy Carter, a tak oválnou pracovnu Bílého domu opustil nejen prezident, ale těsně po něm opustil svou vládní funkci i Kissinger. Novým ministrem zahraničních věcí se stal Cyrus Vance.
V prosinci 1975 se indonéský prezident Suharto setkal s Kissingerem a americkým prezidentem Fordem v Jakartě, kde diskutovali o plánované indonéské invazi na Východní Timor. Ford i Kissinger dali jasně najevo, že vztahy USA s Indonésií zůstanou i nadále pevné a proti invazi a anexi Východního Timoru nebudou mít žádné námitky.
Kissinger byl spojován s mnoha dalšími kontroverzní kroky v americké zahraniční politice během studené války, například zapojení do vojenského převratu v Chile v roce 1973 a podpora vojenské diktatury pod vedením Augusta Pinocheta, podpora vojenské junty v Argentině během období špinavé války, bombardování Kambodže, podpora Pákistánu během války za nezávislost Bangladéše a genocidy bengálského obyvatelstva, nebo zapojení do Operace Kondor v Jižní Americe.

### Po skončení kariéry

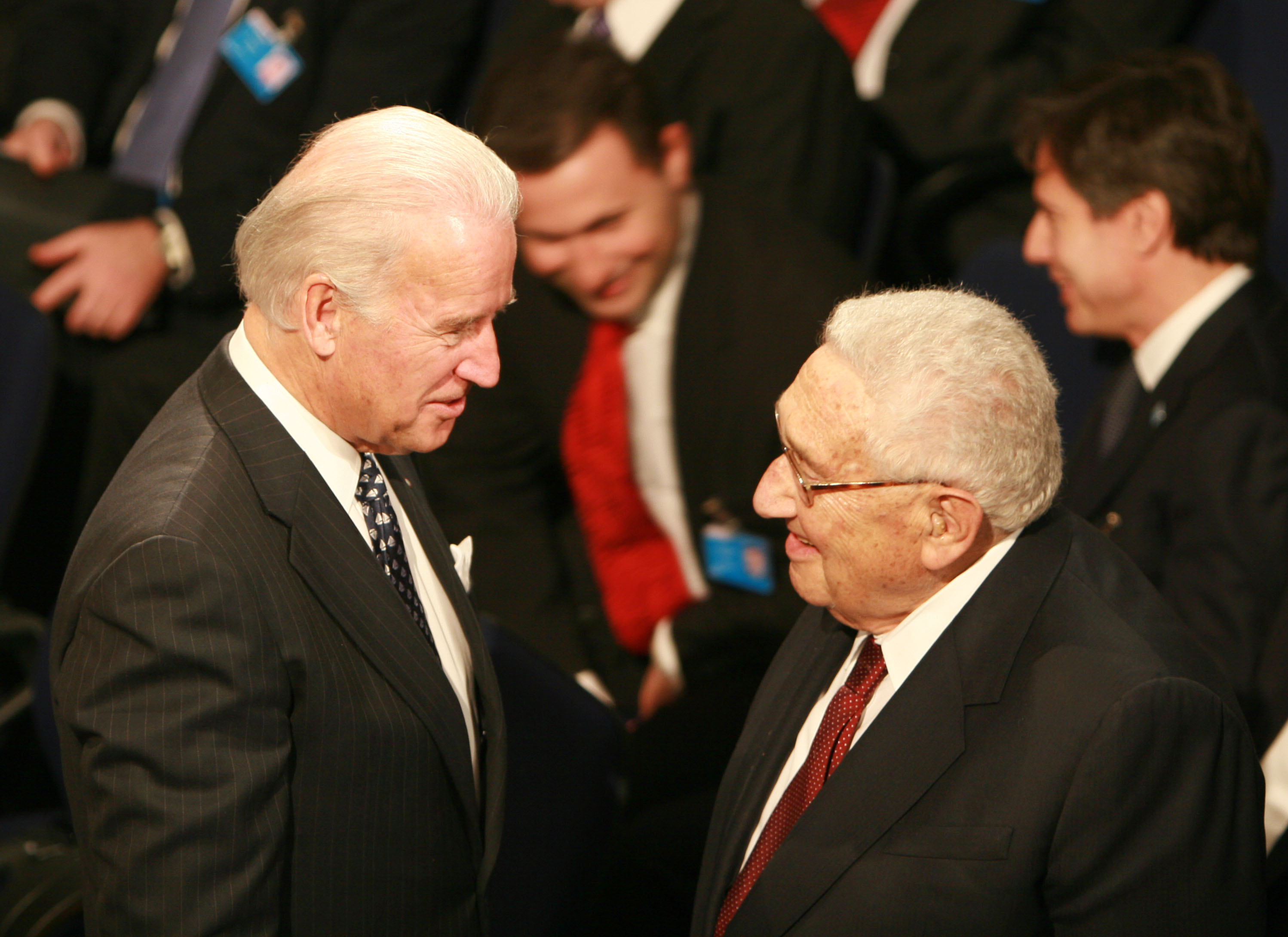
Kissinger a americký viceprezident Joe Biden v roce 2009

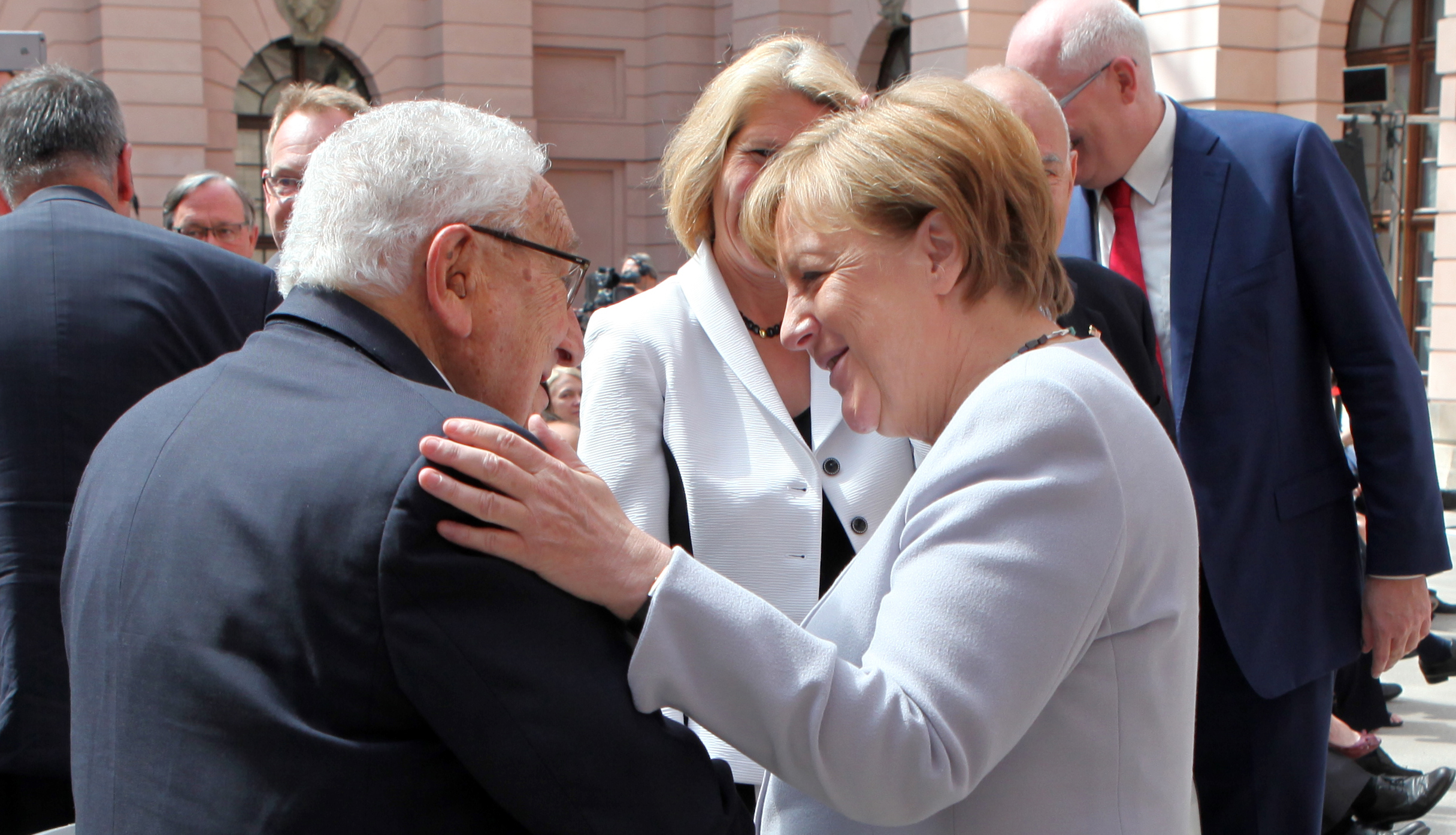
Kissinger a německá kancléřka Angela Merkelová v roce 2017

Kissinger však i po opuštění nejvyšších funkcí zůstal vlivnou postavou nejen americké, ale i světové politiky a začal působit jako soukromý konzultant. Také se stal členem několika různých skupin, jako je např. skupina mocných zvaná „Bilderberg“ nebo Rada pro zahraniční vztahy.
Začal se také věnovat psaní svých vlastních memoárů. Prostřednictvím těchto děl se mu podařilo výrazně zviditelnit a povznést svou pověst klíčového amerického politika, ale také interpretovat ve svůj prospěch většinu sporných okamžiků své diplomatické éry.
I dlouho po ukončení politické kariéry se vyjadřoval k různým situacím ve světové politice a mnoho osobností od politiků až po prezidenty si k němu „chodilo pro rady“. Kissinger byl i například přítelem a rádcem demokratické prezidentské kandidátky Hillary Clintonové.
Po skončení kariéry se rozhodl vrátit ke své staré k lásce – k fotbalu. Byl členem organizačního výboru mistrovství světa ve fotbale v roce 1994 a vůdčí osobností, která usilovala o kandidaturu na uspořádání této velké sportovní akce v USA také v roce 2018. Jeho snaha však tentokrát nebyla úspěšná.
Novinář Christopher Hitchens v roce 2001 vydal knihu The Trial of Henry Kissinger, v níž z pozice stylizovaného žalobce představil Kissingerův podíl na řadě údajných válečných zločinů ve Vietnamu, Kambodži, Laosu, Bangladéši, Chile, na Kypru či ve Východním Timoru. Sám Hitchens se ostatně pokusil Kissingera přivést před soud.

## Vyznamenání a ocenění

### Státní vyznamenání
- Bronzová hvězda – USA, 1945
- velkokříž Řádu zásluh o Italskou republiku – Itálie, 10. listopadu 1976[32]
- velkokříž Záslužného řádu Spolkové republiky Německo – Německo, 1977
- Prezidentská medaile svobody – USA, 13. ledna 1977 – udělil prezident Gerald Ford[33]
- velkokříž Řádu rytířů Rizala – Filipíny[34]
- čestný rytíř-komandér Řádu svatého Michala a svatého Jiří – Spojené království, 1995[35]
- velkokříž Řádu za zásluhy Polské republiky – Polsko, 1997[36]
- Řád za zásluhy III. třídy – Ukrajina, 16. září 1997[37]
- Řád Tomáše Garrigua Masaryka I. třídy – Česko, 28. října 1998[38]
- Bavorský řád za zásluhy – Bavorsko, 14. července 2005[39]
- Řád za zásluhy Bádenska-Württemberska – Bádensko-Württembersko, 28. dubna 2007
- Prezidentská medaile – Izrael, 1. března 2012[40]
- Maxmiliánův řád za vědu a umění – Bavorsko, 21. června 2023[41]

### Ocenění
- V roce 1972  se stal Osobností roku časopisu Time.[42]
- V roce 1973 byl oceněn spolu s vietnamským generálem a diplomatem Le Duc Thuem Nobelovou cenou za mír za svou spoluúčast na vzniku pařížských dohod, které umožnily stažení amerických vojsk z války ve Vietnamu. Le Duc Tho cenu však odmítl přijmout s odvoláním na fakt, že ve Vietnamu dosud nebylo míru dosaženo a ozbrojený konflikt nadále pokračuje.[43] Kissinger peněžní zisk spojený s udělením ceny daroval charitě a později se nabídl, že cenu vrátí, čímž reagoval na další severovietnamskou ofenzívu v roce 1975.
- V roce 1976 se stal Kissinger úplně prvním čestným (nehrajícím) členem basketbalového týmu Harlem Globetrotters.[44]
- Roku 1980 vyhrál Národní knižní cenu v kategorii historie za jeho první svazek knihy „Roky v Bílém domě“.[45]
- V roce 1998 se stal čestným členem německého fotbalového klubu SpVgg Greuther Fürth z jeho rodného města.[46]
- V roce 2000 získal Thayerovu cenu od špičkové vojenské akademie West Point. Cena je pojmenována po Sylvanu Thayerovi, který byl jedním z „otců“ americké akademie.[47]
- Roku 2002 se stal členem Mezinárodního olympijského výboru.[48]
- V říjnu roku 2013 získal cenu Henryho A. Grunwalda za služby veřejnosti.[49]

## Literární dílo
V čestině vyšla část jeho děl:

### Tři části Kissingerových pamětí
- 2002 Roky obnovy (Praha: BB/art) ISBN 80-7257-785-9.
- 2004 Bouřlivé roky (Praha: BB/art) ISBN 80-7341-206-3.
- 2006 Roky v Bílém domě (Praha: BB/art) ISBN 80-7341-703-0.

### Politická literatura
- 1996 Umění diplomacie : od Richelieua k pádu Berlínské zdi (Praha: Prostor). ISBN 80-85190-51-6. (²1997 ISBN 80-85190-59-1, ³1999 ISBN 80-7260-025-7, 42022 ISBN 978-80-7260-543-9)
- 2002 Potřebuje Amerika zahraniční politiku? (Praha: BB/art) ISBN 80-7257-736-0
- 2006 Krize : anatomie dvou hlavních krizí zahraniční politiky (Praha: Academia) ISBN 80-200-1439-X.
- 2009 Obnovení světového řádu : Metternich, Castlereagh a potíže s mírem 1812 – 1822 (Praha: Prostor) ISBN 978-80-7260-221-6.
- 2016 Uspořádání světa (Praha: Prostor). ISBN 978-80-7260-335-0. (²2021 ISBN 978-80-7260-482-1, ³2023 ISBN 978-807260-561-3) Vyšlo také jako audiokniha. Načetl Jiří Schwarz, 2018.
- 2023 Umění politické strategie : šest vůdčích postav moderního světa (Praha: Prostor, ISBN 978-80-7260-562-0)